# Goluboj ogonëk
Goluboj ogonëk (in russo Голубой огонёк?, lett. "Lucina azzurra") è stato un popolare varietà musicale trasmesso dalla televisione sovietica dal 1962 al 1985 durante le festività.

## Nome
Il nome allude al bagliore azzurrognolo dello schermo televisivo a tubo catodico in bianco e nero e ad alcune espressioni tradizionali russe relative a visite amichevoli, tra cui Zagljanut' na ogonëk (заглянуть на огонек, fare un salto sulla luce, cioè visitare qualcuno dopo aver visto una luce nella sua finestra) e posidet u ogon'ka (посидеть у огонька, sedersi accanto al fuoco).

## Storia
La Lucina azzurra fu ideata dal regista Aleksej Gabrilovič e il primo spettacolo venne mandato in onda il 6 aprile 1962 come trasmissione settimanale del sabato. Dopo un po', divenne uno spettacolo mensile, e in seguito è stato trasmesso solo nelle principali festività. Negli anni '70 il tipico episodio di Goluboj ogonëk di Capodanno durava un'ora e mezza, dalla fine degli anni '80 ad oggi la trasmissione inizia alle 00:05 MST e dura tre ore.
Lo spettacolo presentava artisti famosi e varie personalità sovietiche di spicco, come ad esempio udarnik, eroi del lavoro socialista, cosmonauti, che sedevano ai tavoli di una "caffetteria televisiva", cantando canzoni, recitando siparietti, vantandosi o celebrando la festa. L'idea dello spettacolo era quella di "accendere una luce" in ogni famiglia sovietica per condividere un tavolo festivo oltre il vetro della TV.
La puntata più nota era la Lucina azzurra di Capodanno (in russo Новогодний Голубой огонек?, Novogodnij Goluboj ogonek), in onda ogni capodanno come parte della tradizione sovietica: il varietà seguiva il discorso di Capodanno del segretario generale del Partito Comunista con le congratulazioni al popolo sovietico seguite dai rintocchi di mezzanotte del Cremlino e l'inno dell'Unione Sovietica, a sua volta preceduto dalla commedia del 1975 Equivoci di una notte di capodanno.
Dopo lo scioglimento dell'Unione Sovietica, la Lucina azzurra è stata ripresa in Russia come uno speciale annuale. Il marchio "Goluboj ogonëk" è ora di proprietà di Rossija 1, la rete televisiva dove si vede ancora oggi.